# Bukówka (Kielce)

Dzielnice i osiedla Kielc, Bukówka ma na mapie nr 43

Bukówka – część Kielc, znajdująca się na południowo-wschodnich obrzeżach miasta. Sąsiaduje od północy z Ostrą Górką. Na terenie Bukówki mieszczą się koszary wojskowe i osiedle domków jednorodzinnych oraz urząd pocztowy. Otoczona jest przez kompleksy leśne.
Włączona do Kielc 31 grudnia 1961.
U podnóża szczytu Telegraf znajduje się cmentarz jeńców radzieckich – miejsce spoczynku 11,2 tys. jeńców, którzy zginęli w istniejącym w pobliżu obozie niemieckim w latach 1941–1944.
Nazwa Bukówka znana jest dopiero od 1925 r., pochodzi od identycznie brzmiącej nazwy wzniesienia, usytuowanego na północny wschód od dzielnicy. Najprawdopodobniej występuje tu związek z rosnącymi wokół bukami lub z bukówką, odmianą jabłoni.
Przez Bukówkę przechodzi droga wojewódzka nr 764 (ul. Wojska Polskiego) oraz niebieski szlak turystyczny z Chęcin do Łagowa. Bukówka jest punktem początkowym zielonego szlaku spacerowego prowadzącego na ulicę Zamkową.
Dojazd autobusami linii: 1, 11, 25, 33, 34, 54, 108 i N2.